# Charles Brookfield
Charles Brookfield (Londra, 19 maggio 1857 – 20 ottobre 1913) è stato un attore, sceneggiatore e giornalista inglese.

## Biografia
Studente all'Università di Cambridge, debuttò come attore nel 1879.
Fra i suoi lavori come sceneggiatore si riscontrano:
- "Grand Duchess" (Adattamento inglese dell'opera La granduchessa di Gérolstein)
- "The Lucky Star", scritto con Adrian Ross e Aubrey Hopwood (1899)
- "The Belle of Mayfair", con Basil Hood e Cosmo Hamilton
- "Dear Old Charley"

### L'incontro con Oscar Wilde
Più volte incontro a ricevimenti e feste Oscar Wilde che lo notà per la cattiva abitudine che aveva durante la pausa per il tè: non si toglieva mai i guanti, cosa ritenuta insopportabile dallo scrittore irlandese.